# Papillicardium papillosum
Papillicardium papillosum is een tweekleppigensoort uit de familie van de Cardiidae. De wetenschappelijke naam van de soort is voor het eerst geldig gepubliceerd in 1791 door Poli.